# 행복추구권
행복추구권(幸福追求權)은 대한민국 헌법이 보장하는 기본권 중 하나로 안락하고 만족스러운 삶을 추구할 수 있는 권리, 고통이 없는 상태나 만족감을 느낄 수 있는 상태를 실현하는 권리로 정의된다. 헌법은 제10조 인간의 존엄과 가치에 관한 규정에서 행복추구권을 같이 보장하고 있다. 행복추구권은 법적 성격이 자연권이며, 포괄적 권리의 성격을 지녔다. 헌법재판소에 따르면 급부를 구하는 적극적 권리의 성격은 없고, 행복추구활동을 국가의 간섭 없이 자유롭게 할 수 있는 권리로 본다. 행복추구권은 내국인뿐만 아니라 외국인도 주체가 된다. 그러나 법인은 주체가 될 수 없다.

## 학설
행복추구권의 구체적 규범성을 부인하는 견해, 인간의 존엄과 가치와 행복추구권을 통합하여 하나의 주기본권으로서 모든 기본권을 포괄하는 권리로 보고 그 아래에 다시 일반적 행동자유권, 신체의 불훼손권, 평화적 생존권 등을 내용으로 하는 협의의 행복추구권을 인정하는 견해, 인간의 존엄과 가치 규정에 대해서는 권리성을 부인하면서 행복추구권에 대해서는 헌법에 열거된 개별적 기본권뿐만 아니라 헌법에 열거되지 아니한 자유와 권리까지 포괄하는 기본권으로 보는 견해, 행복추구권을 일반적 인격권이나 일반적 행동자유권이라는 독자적 기본권을 보호영역으로 하는 기본권조항으로 보는 견해 등으로 구분된다.
또한 기본권체계에 비추어 보더라도 행복추구권이 독자적인 기본권으로 가질 수 있는 의미는 찾기 어렵다.

## 타 국가와 비교
1789년 프랑스인권선언, 1791년 프랑스 헌법, 1791년 미연방증보헌법 등에는 행복추구권에 대한 명문규정이 없다. 일본헌법을 제외하고는 헌법에 행복추구권을 규정한 국가는 없으며 일본헌법은 행복추구권에서 환경권과 프라이버시권을 내포하는 것으로 본다.

## 판례
- 균형있는 영화산업의 발전이라는 경제적 고려와 공동체의 이익을 위한 목적에서 비롯된 국산영화의무상영제가 공영장 경영자의 행복추구권을 침해한 것이라고 보기 어렵다.[2]
- 소주도매업자로 하여금 그 영업소재지에서 생산되는 자도소주를 의무적으로 구입하게 하는 자도소주 구입명령제도는 소주판매업자의 직업의 자유는 물론 소주제조업자의 경쟁 및 기업의 자유, 즉 직업의 자유와 소비자의 행복추구권에서 파생된 자기결정권을 제한한다.[3]
- 당연히 의심을 갖고 조사해야 할 중요한 사항에 대하여 조사를 현저히 소홀히 하고, 피의사실을 인정할 수 있는 증거가 될 수 없다는 사실을 인식하고도 자의적인 증거판단에 의하여 청구인에 대하여 기소유예처분을 한 것은 행복추구권을 침해한 것으로 볼 수 있다.[4]
- 학교환경위생정화구역 내에서의 극장시설 및 극장영업을 일률적으로 금지하고 있는 학교보건법조항은 순수예술이나 아동,청소년을 위한 예술적 관람물의 공연 등을 예외 없이 금지하고 있어서 초,중,고등학교학생의 자유로운 문화향유에 관한 권리 등 행복추구권을 침해하는 입법이다.[5]
- 구 먹는물관리법 제28조 제1항은 “국민에게 먹는 샘물에 대한 원칙적 선택권을 인정하는 가운데 수질개선부담금을 부과함으로써 가격전가를 통하여 먹는샘물의 소비자에게 경제적 부담을 가하는 것에 그치고 있는데 그 부담의 정도가 지나치지 아니하며, 더욱이 먹는 샘물을 마시는 사람은 유한한 환경재화인 지하수, 즉 환경재화를 소비하는 사람이므로 이들에 대하여 환경보전에 대한 비용을 부담하게 할 수도 있는 점을 감안한다면… 국민의 행복추구권을 침해하는 것이라고 볼 수는 없다.”[6]
- 계약자유의 원칙은 행복추구권 속에 함축된 일반적 행동자유권으로부터 파생된다.[7]
- 일반적 행동자유권은 개성의 자유로운 발현권, 자기결정권, 계약의 자유 등과 함께 헌법 제10조의 행복추구권에 속하는 것이므로, 행복추구권은 국민이 행복추구활동을 국가권력의 간섭 없이 자유롭게 할 수 있다는 포괄적 의미의 자유권으로서의 성격을 가지고 있다.[8]
- 지역 방언을 자신의 언어로 선택하여 공적,사적인 의사소통과 교육의 수단으로 사용하는 것은 행복추구권에서 파생되는 일반적 행동의 자유 내지 개성의 자유로운 발현의 한 내용이 된다.[9]

## 같이 보기
- 기본권
- 자기결정권
- 삶, 자유 그리고 행복의 추구